# Cannondale (Liquigas)
La Cannondale, nota in precedenza come Liquigas, era una squadra maschile italiana di ciclismo su strada, attiva nel professionismo dal 2005 al 2014.
Nata dalla fusione tra Vini Caldirola e Alessio, nei dieci anni di attività la squadra si aggiudicò due Giri d'Italia, nel 2007 con Danilo Di Luca e nel 2010 con Ivan Basso, la Vuelta a España 2010 con Vincenzo Nibali e per tre volte la classifica a punti del Tour de France con Peter Sagan. Nel 2014 venne dismessa, e si fuse con la Garmin-Sharp di Jonathan Vaughters formando il nuovo Team Cannondale-Garmin.
Diretta da Roberto Amadio, fu sponsorizzata per otto stagioni da Liquigas, azienda bresciana di distribuzione di GPL, e per due dal telaista statunitense Cannondale, partner tecnico della squadra già dal 2007.

## Storia

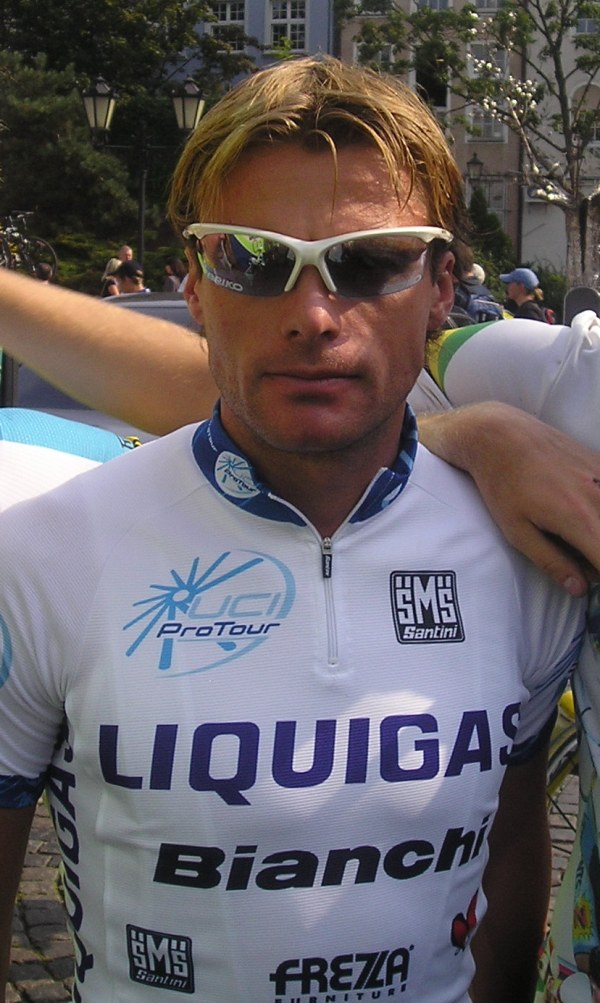
Danilo Di Luca al Tour de Pologne 2005 con la maglia di leader ProTour

### 2005: la nascita e le prime vittorie
Una prima squadra professionistica italiana sponsorizzata da Liquigas, denominata Liquigas-Pata, fu attiva dal 1999 al 2001, sotto la direzione del general manager Fabio Bordonali e con Roberto Amadio come direttore sportivo. Liquigas, su impulso del patron Paolo Zani, tornò nel ciclismo per l'inizio dell'annata sportiva 2005, dando vita, in associazione con il telaista Bianchi, alla nuova Liquigas-Bianchi. Diretta dallo stesso Roberto Amadio, la nuova formazione raggruppava gli organici della Vini Caldirola-Nobili Rubinetterie (Amadio più otto corridori, tra cui Stefano Garzelli) e della Alessio-Bianchi (il direttore sportivo Dario Mariuzzo e cinque corridori), unitesi per dar vita a una formazione competitiva nell'ambito del neonato circuito UCI ProTour.
L'effettivo del team, composto da 26 corridori, comprendeva tra gli altri l'esperto velocista Mario Cipollini, che si ritirò dall'attività nel corso della stagione, e lo specialista delle classiche Danilo Di Luca. Proprio Di Luca si impose in aprile alla Vuelta al País Vasco, nell'Amstel Gold Race e alla Freccia Vallone, mentre in maggio vinse due tappe al Giro d'Italia classificandosi al quarto posto nella graduatoria generale. Al termine dell'annata la Liquigas concluse al quindicesimo posto su venti nella classifica a squadre ProTour, ma vinse la classifica individuale proprio con Di Luca.

### 2006-2007: i successi con Danilo Di Luca

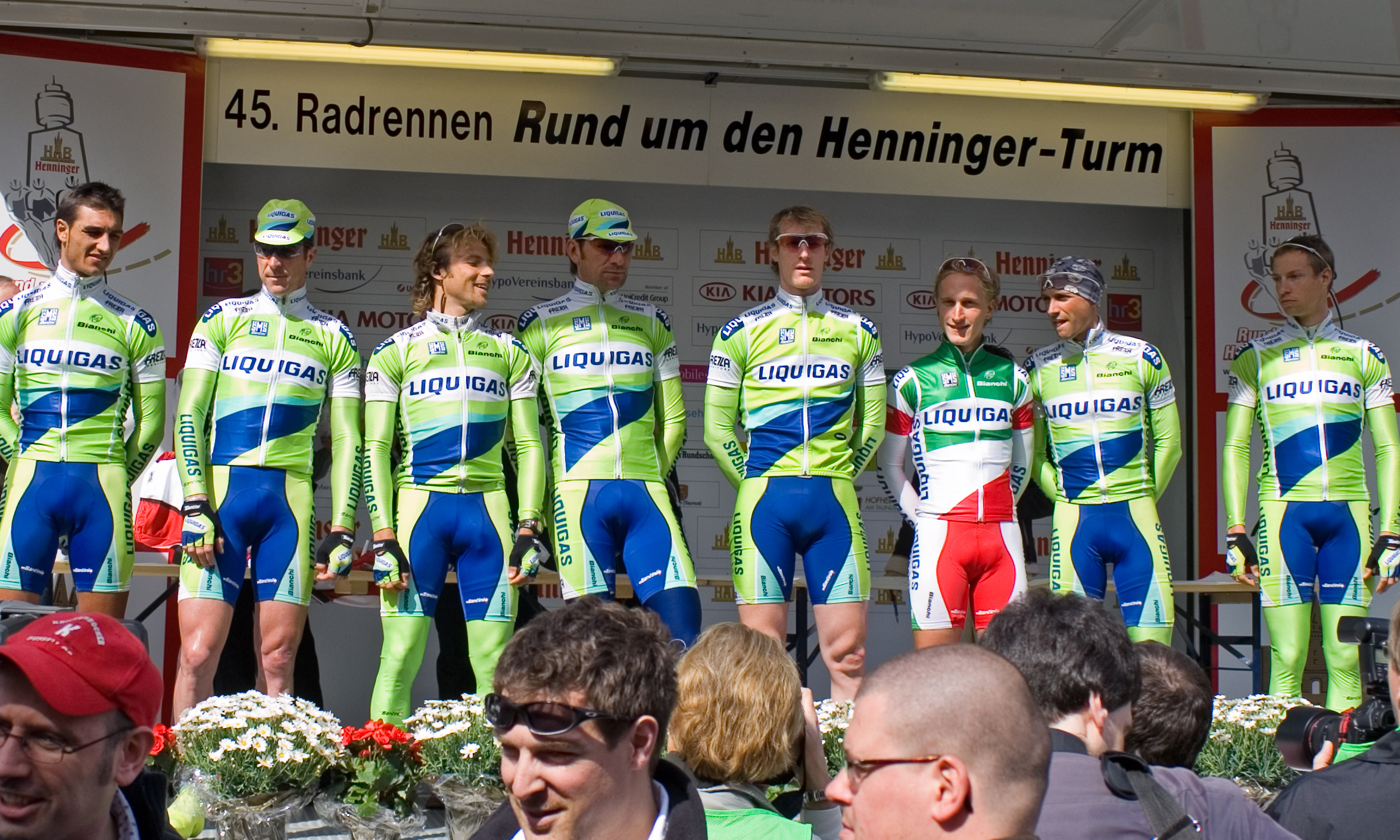
La Liquigas-Bianchi al Rund um den Henninger-Turm 2006

Per la stagione 2006 la squadra divenne semplicemente Liquigas; Bianchi rimase comunque il fornitore di biciclette. Di Luca, che basò la stagione sul Giro d'Italia, mancò il suo obiettivo, terminando ventitreesimo. Ottenne invece diversi piazzamenti delle classiche e vinse una tappa alla Vuelta a España, dove portò la maglia oro per due giorni. I migliori risultati furono quelli di Vincenzo Nibali e Stefano Garzelli. Nibali, arrivato durante l'inverno precedente dalla Fassa Bortolo, vinse a 21 anni il Grand Prix de Ouest-France e terminò al decimo posto l'Eneco Tour; risultò anche il primo corridore della Liquigas nella classifica individuale del circuito ProTour. L'ex vincitore del Giro d'Italia Garzelli firmò invece quattro successi, tra cui il Gran Premio di Francoforte e le Tre Valli Varesine, e si classificò secondo alla Clásica San Sebastián e settimo alla Milano-Sanremo, prima di dare l'addio al team a fine stagiomne. Franco Pellizotti vinse una tappa al Giro d'Italia e terminò all'ottavo posto la corsa, mentre lo sprinter Luca Paolini, vincitore di una tappa alla Vuelta, salì sul terzo gradino del podio alla Milano-Sanremo.
La stagione 2007, la prima in partnership tecnica con il telaista statunitense Cannondale, fu ricca di successi: 13 dei 31 corridori della squadra contribuirono a un totale di 36 vittorie. La squadra si classificò decima nella classifica a squadre del ProTour. Di Luca si aggiudicò la classifica generale del Giro d'Italia, ottenendo due successi di tappa più la cronometro a squadre, e portando la maglia rosa al termine di tredici frazioni. Il campione abruzzese fu protagonista anche in primavera e in autunno: vinse infatti anche la prestigiosa Liegi-Bastogne-Liegi e la Milano-Torino, e salì sul podio dell'Amstel Gold Race, della Freccia Vallone e del Grand Prix de Ouest-France a Plouay. Filippo Pozzato fu comunque il pluri-vittorioso per la squadra, con sei successi tra cui quelli all'Omloop Het Volk e in una tappa del Tour de France, la prima nella storia della Liquigas alla Grande Boucle. Leonardo Bertagnolli vinse la Clásica San Sebastián e Luca Paolini si classificò terzo al Giro delle Fiandre.

### 2008-2009: l'affermazione con Kreuziger e Pellizotti

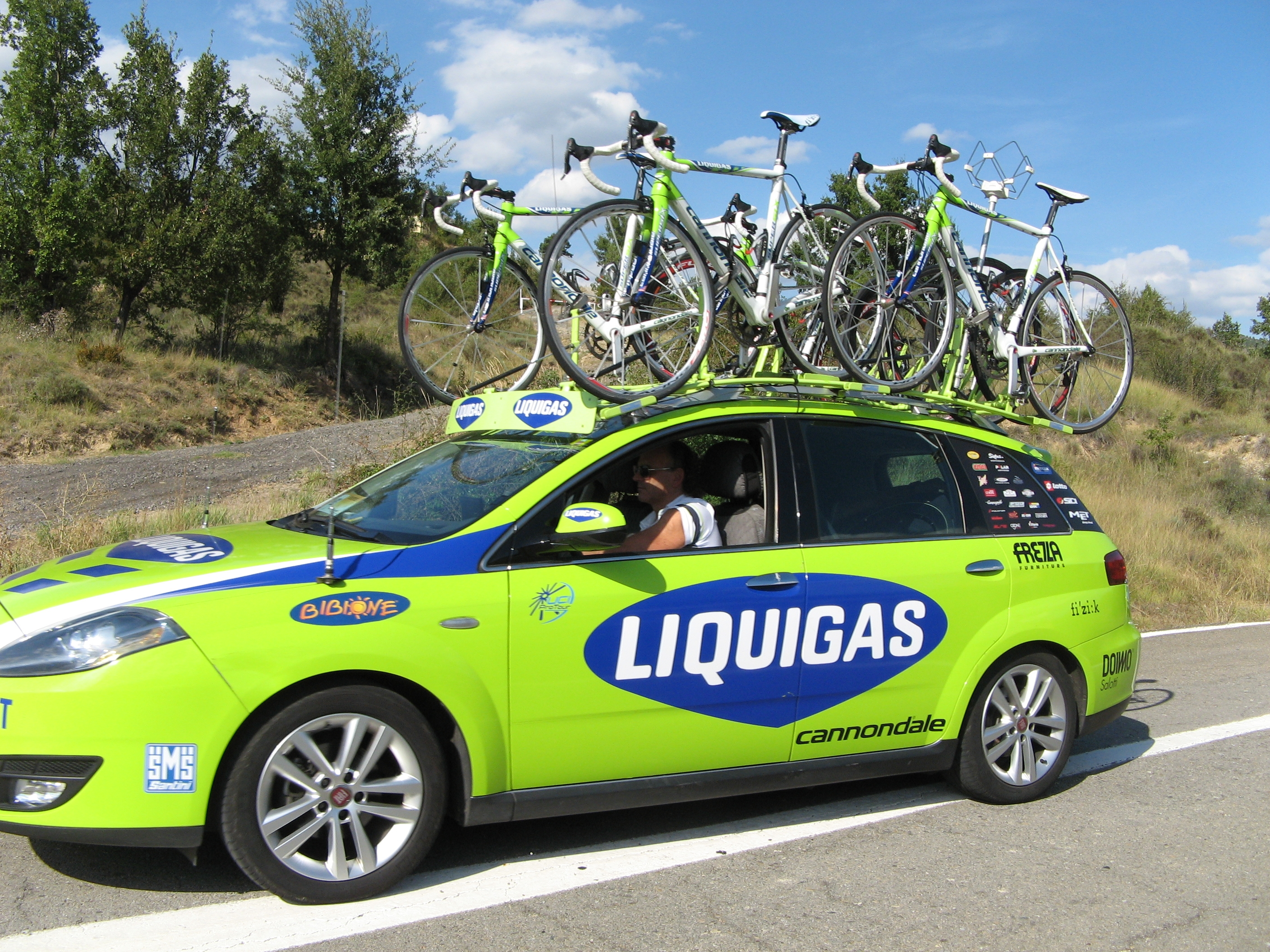
L'ammiraglia della Liquigas alla Vuelta a España 2008

Per la stagione 2008 Liquigas operò la cessione di Di Luca alla LPR Brakes-Ballan, integrando in rosa lo sprinter Daniele Bennati. La stagione cominciò con una vittoria di tappa di Kjell Carlström alla Parigi-Nizza; a seguire Bennati vinse una tappa al Tour de Romandie, mentre Francesco Chicchi ottenne due successi di tappa, uno alla Tirreno-Adriatico e l'altro alla Volta a Catalunya 2008. Al Giro d'Italia la squadra ottenne tre vittorie di tappa con Bennati, oltre alla classifica a punti, e una con Franco Pellizotti, che arrivò anche quarto nella classifica finale; in quella "Corsa rosa" giunse anche il successo nel Trofeo Super Team, assegnato alla squadra che aveva raccolto più punti durante le diverse tappe. In giugno il giovane ceco Roman Kreuziger vinse una tappa e la classifica finale del Tour de Suisse. Al Tour de France la squadra non ottenne alcun successo; in compenso Bennati vinse una tappa alla Vuelta a España. Da segnalare anche la vittoria di Vincenzo Nibali al Giro del Trentino. Nell'ottobre 2008 tornò alle gare con la maglia Liquigas Ivan Basso, di rientro dalla squalifica per doping che gli era stata inflitta a causa del suo coinvolgimento nell'Operación Puerto.
Nel 2009 la Liquigas ottenne la prima vittoria stagionale grazie a Chicchi, vittorioso nell'ultima tappa del Tour Down Under; lo imitò poche settimane dopo Bennati, vincitore di una frazione e della classifica generale del Giro di Sardegna. In aprile Basso ottenne la sua prima vittoria in maglia Liquigas al Giro del Trentino 2009, mentre in maggio in Svizzera Kreuziger fece sue una tappa e la classifica generale del Tour de Romandie. Al seguente Giro d'Italia Pellizotti vinse una tappa e salì sul gradino più basso del podio finale, dietro a Denis Men'šov e all'ex Danilo Di Luca; questi risultati gli saranno poi revocati per violazione dei regolamenti antidoping. Risultati di prestigio arrivarono anche al Tour de France: Nibali e Kreuziger in salita lottarono alla pari con Alberto Contador e Lance Armstrong, piazzandosi rispettivamente settimo e nono nella generale finale, mentre Pellizotti vinse con ampio margine sul secondo la classifica scalatori e ottenne anche il premio di Supercombattivo del Tour (risultati anche questi poi revocati).

### 2010: la doppietta Giro-Vuelta con Basso e Nibali

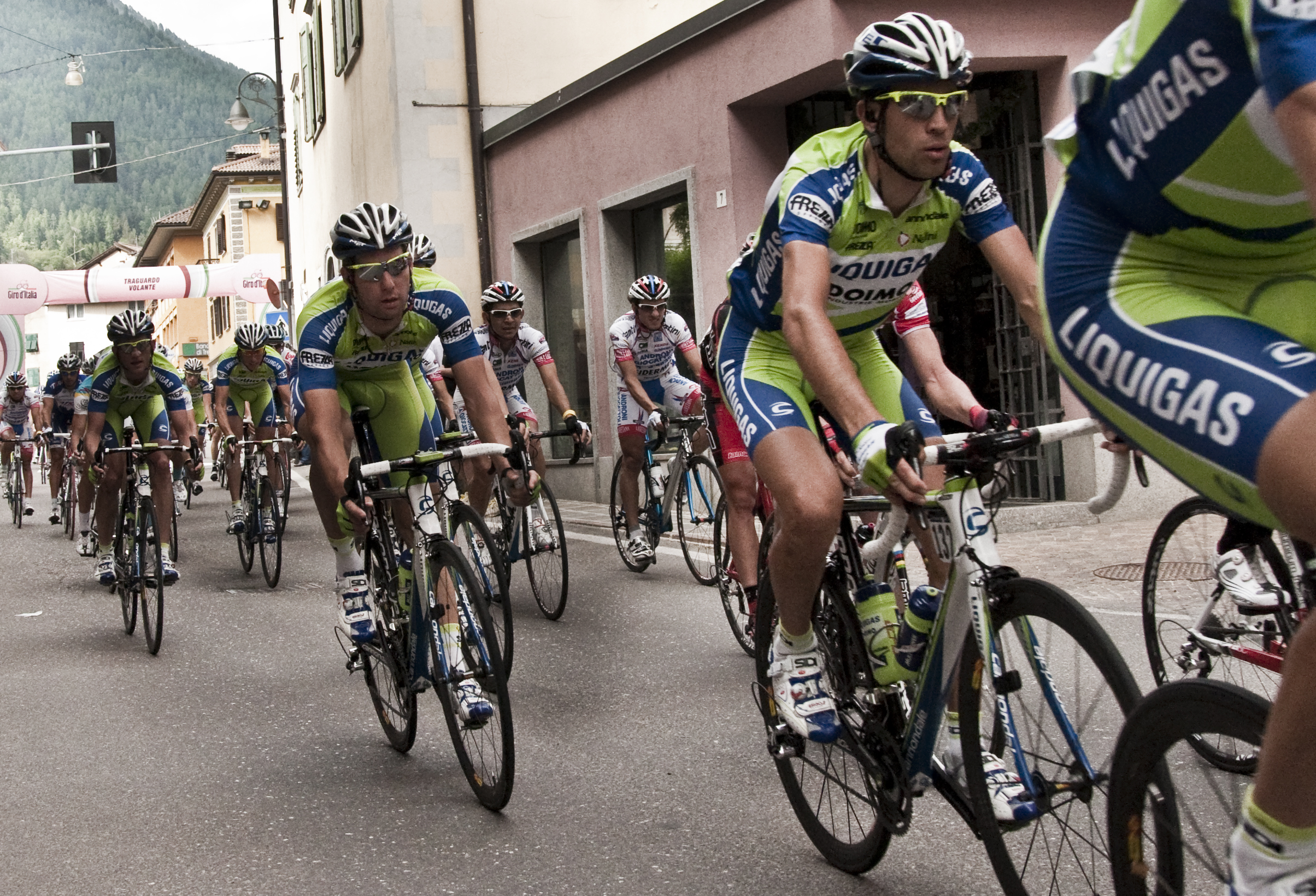
La Liquigas-Doimo durante un passaggio al Giro d'Italia 2010

Per il 2010 vengono integrati in rosa i giovani Peter Sagan e Robert Kišerlovski. La stagione incomincia bene, con due successi di Chicchi al Tour of Qatar e uno di Bennati al Tour of Oman. Nella primavera europea Kreuziger si impone al Giro di Sardegna e conclude terzo alla Parigi-Nizza, corsa in cui il giovane Sagan conquista due successi parziali; Bennati vince la terza tappa alla Tirreno-Adriatico, Ivan Santaromita conquista la Settimana Internazionale di Coppi e Bartali mentre Kišerlovski fa suo il Giro dell'Appennino. Al Giro d'Italia Liquigas-Doimo conquista tre vittorie di tappa, nella cronometro a squadre a Cuneo, con Nibali sul Monte Grappa e con Basso sullo Zoncolan: è proprio Ivan Basso il vincitore della corsa, davanti a David Arroyo e allo stesso Nibali, terzo classificato. Dopo il Giro Nibali si aggiudica il Giro di Slovenia, mentre per il Tour de France sono Kreuziger e Basso i capitani per puntare alla classifica generale. Basso non parte in perfette condizioni, e solo Kreuziger riesce a rimanere con i migliori. Decisiva è la frazione con il Col du Tourmalet, in cui Kreuziger scala due posizioni in classifica: concluderà nono a Parigi, piazzamento poi tramutato in settimo per la squalifica di Alberto Contador e Denis Men'šov.

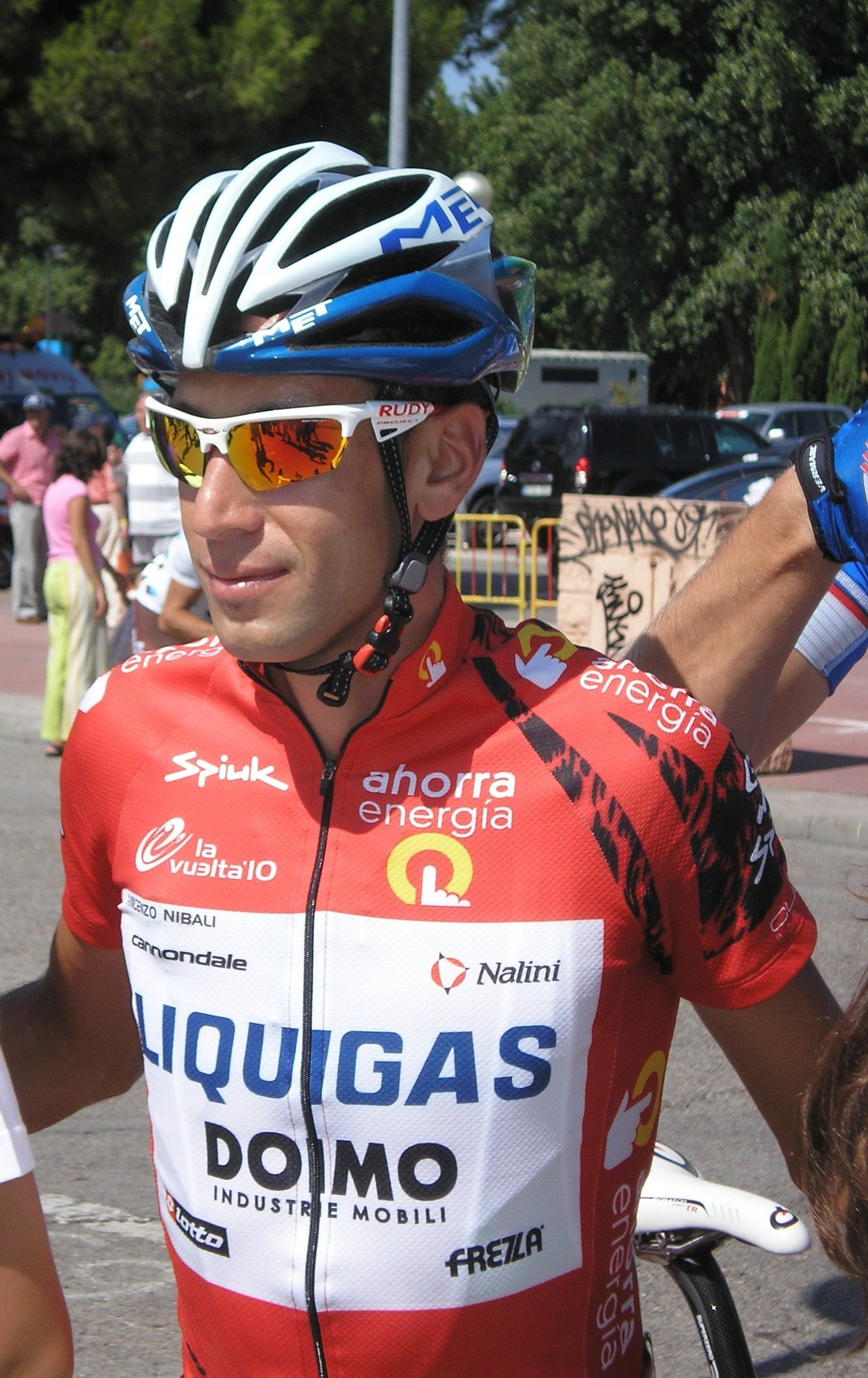
Vincenzo Nibali in maglia rossa alla Vuelta a España 2010

In agosto Jacopo Guarnieri conquista una frazione al Giro di Polonia, mentre Basso, Kristijan Koren, Nibali e Daniel Oss si aggiudicano diverse classiche del calendario italiano (rispettivamente Gran Premio Carnago, Gran Premio Città di Camaiore, Trofeo Melinda e Giro del Veneto). Sempre ad agosto Kreuziger e Nibali prendono parte alla Vuelta a España. I principali avversari si rivelano essere Ezequiel Mosquera, Joaquim Rodríguez e Igor Antón; Nibali, aiutato da un Kreuziger ormai fuori classifica, riesce a indossare la maglia del primato alla quattordicesima tappa, grazie al ritiro del momentaneo leader del corsa Antón. Rodríguez riprende la maglia al termine della sedicesima frazione, ma già alla successiva cronometro Nibali torna leader; nelle ultime e decisive tappe, a Toledo e sulla Bola del Mundo, il siciliano riesce a controllare Mosquera, aggiudicandosi così la classifica generale della corsa. Nel finale di stagione arrivano altri successi con Elia Viviani al Memorial Marco Pantani e con Daniele Bennati al Giro di Toscana, oltre a una tripletta in una tappa del Circuit Franco-Belge con Jacopo Guarnieri seguito dai compagni Viviani e Chicchi.

### 2011-2012: i podi di Nibali a Giro e Tour
Nel 2011 la Liquigas-Cannondale punta ancora su Nibali, viene invece ceduto Kreuziger all'Astana Pro Team. Il messinese conquista il suo secondo podio al Giro d'Italia, classificandosi al terzo posto alle spalle di Alberto Contador e Michele Scarponi (salirà sul secondo gradino del podio dopo la squalifica di Contador); in quella "Corsa rosa" arrivano due successi parziali per la Liquigas, con Nibali nella cronometro di Nevegal (dopo la squalifica di Contador) ed Eros Capecchi a San Pellegrino Terme. In stagione si mette in evidenza anche il talento slovacco Sagan, vincitore tra gli altri del Giro di Sardegna, di due tappe al Tour de Suisse, di due frazioni e la classifica finale del Tour de Pologne, e di tre tappe alla Vuelta a España. Proprio alla Vuelta Nibali si piazza solo settimo (sesto dopo la squalifica di Juan José Cobo), non riuscendo a difendere il titolo conquistato l'anno prima; Ivan Basso è invece settimo al Tour de France.

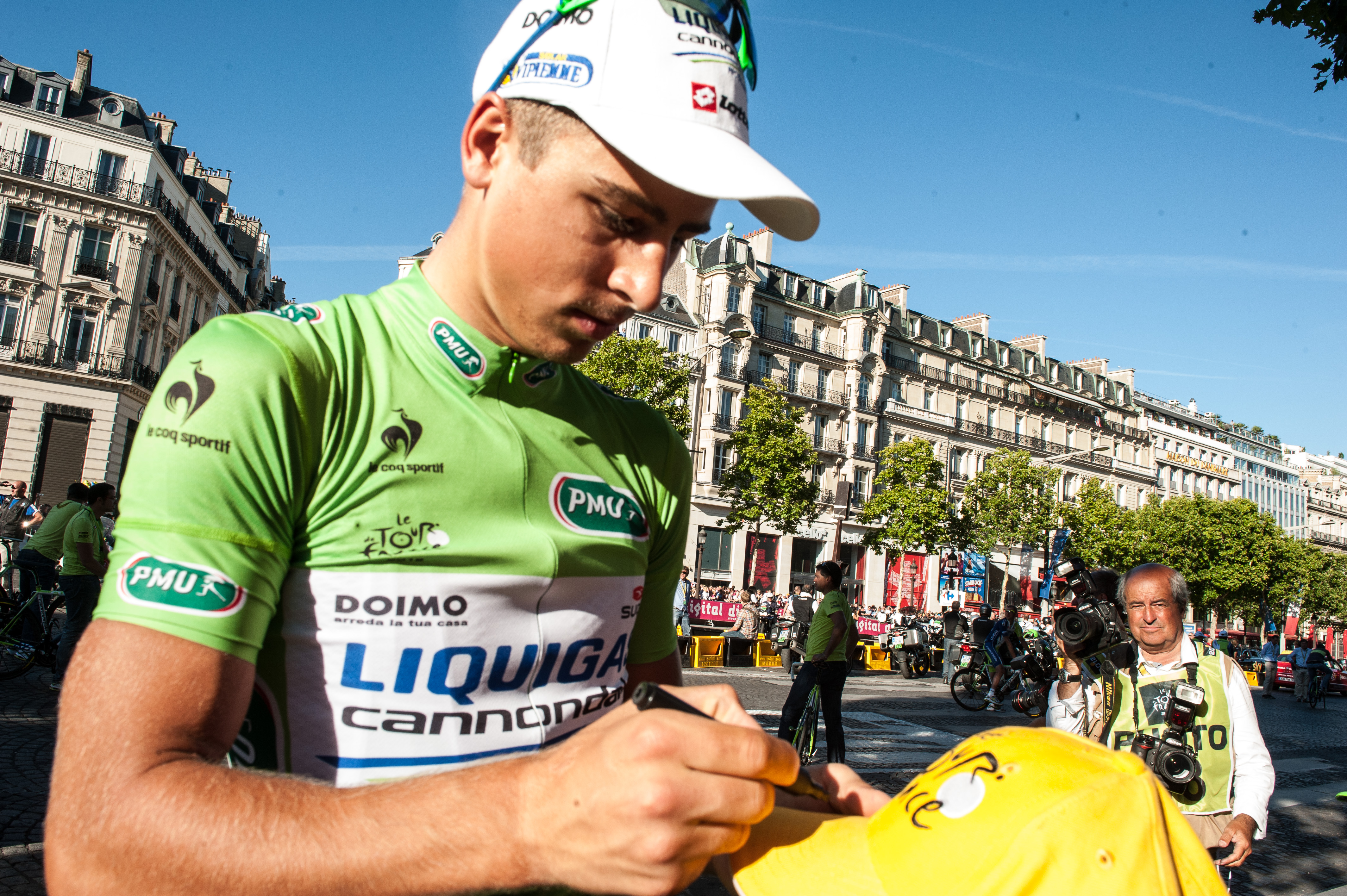
Peter Sagan in maglia verde al Tour de France 2012

Il 2012 di una Liquigas-Cannondale confermata in blocco è caratterizzato dal primo podio al Tour de France di Vincenzo Nibali: il siciliano, grazie a una condotta di gara regolare, si classifica terzo nella graduatoria finale dietro alla coppia britannica del Team Sky formata da Bradley Wiggins e Chris Froome. In quella stessa Grande Boucle si distingue il talento di Peter Sagan, il quale all'esordio nella corsa conquista ben tre tappe (la prima, la terza e la sesta) e la maglia verde, simbolo del primato della classifica a punti. Altri risultati di rilievo in stagione arrivano ancora con Nibali, vincitore della Tirreno-Adriatico e a podio sia alla Milano-Sanremo che alla Liegi-Bastogne-Liegi; con Sagan, a podio in Gand-Wevelgem e Amstel Gold Race e vincitore di quattro tappe al Tour de Suisse, ma anche con Elia Viviani, protagonista in numerose volate, e con il neoprofessionista Moreno Moser, vincitore di Trofeo Laigueglia, Eschborn-Frankfurt e della classifica finale del Tour de Pologne.
A fine 2012 Liquigas lascia la sponsorizzazione dopo otto anni e ben 223 vittorie su strada, tra cui due Giri d'Italia, una Vuelta a España e diverse classiche e tappe. Lascia anche Nibali, che per il 2013 si accasa all'Astana Pro Team. Subentra come primo sponsor Cannondale, partner tecnico già dal 2007, che incrementa l'impegno con Amadio per le due stagioni a venire, le ultime di validità della licenza ProTour, allo scopo di garantire la continuità del team.

### 2013-2014: l'affermazione di Sagan e la chiusura

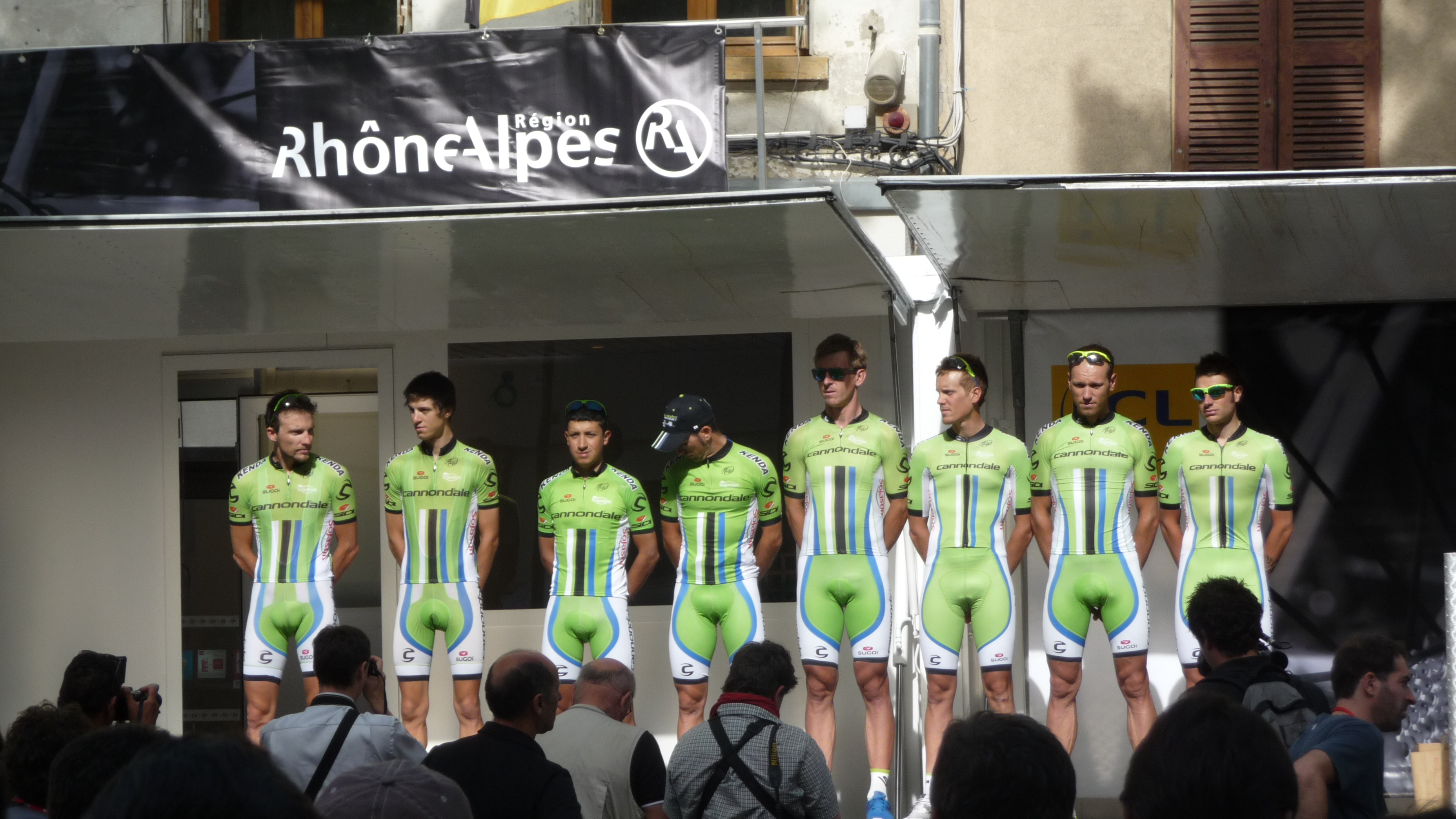
La squadra al Critérium du Dauphiné 2014

Dopo l'addio di Nibali, la formazione diretta da Amadio, rinominata semplicemente in Cannondale, punta per il 2013 soprattutto su Peter Sagan. Lo slovacco non smentisce le aspettative: in primavera coglie numerosi piazzamenti nelle classiche, tra cui la vittoria nella Gand-Wevelgem e i secondi posti alla Milano-Sanremo e al Giro delle Fiandre, mentre in estate conquista la settima frazione del Tour de France, oltre alla sua seconda classifica a punti della corsa. Conquista inoltre due vittorie di tappa sia alla Tirreno-Adriatico che al Tour de Suisse, e dieci successi tra Stati Uniti e Canada in Tour of California, USA Pro Cycling Challenge, Tour of Alberta e Grand Prix de Montréal. Altri risultati arrivano con Moser, vincitore della Strade Bianche, con Viviani sempre piazzato nelle volate e con Daniele Ratto, capace di imporsi in una frazione della Vuelta a España.
Nel 2014 arrivano in rosa i neoprofessionisti Alberto Bettiol, Davide Formolo, Matej Mohorič e Davide Villella. Il capitano è ancora Sagan: lo slovacco vince la E3 Harelbeke e conclude terzo alla Gand-Wevelgem, mentre nelle altre classiche del Nord conclude fuori dal podio; si aggiudica poi una tappa al Tour de Suisse e la sua terza classifica a punti consecutiva al Tour de France, pur senza ottenere vittorie parziali. Pochi sono i risultati di rilievo dagli altri atleti: Alessandro De Marchi conquista una tappa alla Vuelta a España e Viviani fa sue sei corse, tra cui la Coppa Bernocchi.
Nell'agosto 2014 Amadio annuncia intanto lo scioglimento della squadra a fine stagione, a causa di motivi economici. Cannondale lascia il gruppo italiano e annuncia la partnership con la società Slipstream Sports di Jonathan Vaughters per formare il nuovo Team Cannondale-Garmin, erede della Garmin-Sharp: passano alla nuova squadra otto ciclisti con contratto in essere con Cannondale per il 2015, cioè Ted King, Koren, Alan Marangoni, Bettiol, Formolo, Mohorič, Moser e Villella. Tra gli altri atleti di punta, Sagan e Basso passano alla Tinkoff, Viviani al Team Sky, Damiano Caruso e De Marchi al BMC Racing Team.

## Cronistoria

### Annuario
| Anno | Codice | Nome                   | Cat. | Biciclette | Dirigenza |
| ---- | ------ | ---------------------- | ---- | ---------- | --- |
| 2005 | LIQ    | Liquigas-Bianchi       | PT   | Bianchi    | Manager: Roberto Amadio Dir. sportivi: Roberto Damiani, Dario Mariuzzo, Mario Scirea, Stefano Zanatta                              |
| 2006 | LIQ    | Liquigas               | PT   | Bianchi    | Manager: Roberto Amadio Dir. sportivi: Mario Chiesa, Dario Mariuzzo, Mario Scirea, Stefano Zanatta                                 |
| 2007 | LIQ    | Liquigas               | PT   | Cannondale | Manager: Roberto Amadio Dir. sportivi: Mario Chiesa, Dario Mariuzzo, Mario Scirea, Stefano Zanatta                                 |
| 2008 | LIQ    | Liquigas               | PT   | Cannondale | Manager: Roberto Amadio Dir. sportivi: Mario Chiesa, Dario Mariuzzo, Mario Scirea, Stefano Zanatta                                 |
| 2009 | LIQ    | Liquigas               | PT   | Cannondale | Manager: Roberto Amadio Dir. sportivi: Mario Chiesa, Dario Mariuzzo, Mario Scirea, Paolo Slongo, Stefano Zanatta                   |
| 2010 | LIQ    | Liquigas-Doimo         | PT   | Cannondale | Manager: Roberto Amadio Dir. sportivi: Mario Chiesa, Dario Mariuzzo, Mario Scirea, Paolo Slongo, Stefano Zanatta                   |
| 2011 | LIQ    | Liquigas-Cannondale    | WT   | Cannondale | Manager: Roberto Amadio Dir. sportivi: Biagio Conte, Dario Mariuzzo, Mario Scirea, Paolo Slongo, Alberto Volpi, Stefano Zanatta    |
| 2012 | LIQ    | Liquigas-Cannondale    | WT   | Cannondale | Manager: Roberto Amadio Dir. sportivi: Biagio Conte, Dario Mariuzzo, Mario Scirea, Paolo Slongo, Alberto Volpi, Stefano Zanatta    |
| 2013 | CAN    | Cannondale Pro Cycling | WT   | Cannondale | Manager: Roberto Amadio Dir. sportivi: Biagio Conte, Dario Mariuzzo, Mario Scirea, Paolo Slongo, Alberto Volpi, Stefano Zanatta    |
| 2014 | CAN    | Cannondale             | WT   | Cannondale | Manager: Roberto Amadio Dir. sportivi: Biagio Conte, Dario Mariuzzo, Gilles Pauchard, Mario Scirea, Alberto Volpi, Stefano Zanatta |

### Classifiche UCI
| Anno | Classifica     | Pos. | Migliore cl. individuale   |
| ---- | -------------- | ---- | -------------------------- |
| 2005 | ProTour        | 15º  | Danilo Di Luca (1º)        |
| 2006 | ProTour        | 14º  | Vincenzo Nibali (25º)      |
| 2007 | ProTour        | 2º   | Leonardo Bertagnolli (29º) |
| 2008 | ProTour        | 4º   | Roman Kreuziger (4º)       |
| 2009 | World Calendar | 5º   | Roman Kreuziger (7º)       |
| 2010 | World Calendar | 2º   | Vincenzo Nibali (5º)       |
| 2011 | World Tour     | 7º   | Vincenzo Nibali (7º)       |
| 2012 | World Tour     | 3º   | Vincenzo Nibali (4º)       |
| 2013 | World Tour     | 9º   | Peter Sagan (4º)           |
| 2014 | World Tour     | 17º  | Peter Sagan (15º)          |

## Palmarès
Aggiornato al 31 dicembre 2014.

### Grandi Giri
- Giro d'Italia

Partecipazioni: 10 (2005, 2006, 2007, 2008, 2009, 2010, 2011, 2012, 2013, 2014)
Vittorie di tappa: 16
2005: 2 (2 Danilo Di Luca)
2006: 1 (Franco Pellizotti)
2007: 4 (3 Danilo Di Luca, cronosquadre)
2008: 4 (3 Daniele Bennati, Franco Pellizotti)
2010: 3 (Vincenzo Nibali, Ivan Basso, cronosquadre)
2011: 2 (Eros Capecchi, Vincenzo Nibali)
Vittorie finali: 2
2007 (Danilo Di Luca)
2010 (Ivan Basso)
Altre classifiche: 7
2005: Squadre
2007: Punti (Danilo Di Luca)
2008: Punti (Bennati), Squadre a punti
2010: Squadre, Squadre a punti
2011: Azzurri d'Italia (Vincenzo Nibali)
- Tour de France

Partecipazioni: 10 (2005, 2006, 2007, 2008, 2009, 2010, 2011, 2012, 2013, 2014)
Vittorie di tappa: 5
2007: 1 (Filippo Pozzato)
2012: 3 (3 Peter Sagan)
2013: 1 (Peter Sagan)
Vittorie finali: 0
Altre classifiche: 3
2012: Punti (Peter Sagan)
2013: Punti (Peter Sagan)
2014: Punti (Peter Sagan)
- Vuelta a España

Partecipazioni: 10 (2005, 2006, 2007, 2008, 2009, 2010, 2011, 2012, 2013, 2014)
Vittorie di tappa: 10
2006: 2 (Danilo Di Luca, Luca Paolini)
2008: 2 (Daniele Bennati, cronosquadre)
2010: 1 (Vincenzo Nibali)
2011: 3 (3 Peter Sagan)
2013: 1 (Daniele Ratto)
2014: 1 (Alessandro De Marchi)
Vittorie finali: 1
2010 (Vincenzo Nibali)
Altre classifiche: 1
2010: Combinata (Vincenzo Nibali)

### Classiche monumento
- Liegi-Bastogne-Liegi: 1

2007 (Danilo Di Luca)

### Campionati nazionali
- Campionati bielorussi: 1

In linea: 2010 (Aljaksandr Kučynski)
- Campionati danesi: 1

Cronometro: 2013 (Brian Vandborg)
- Campionati finlandesi: 1

In linea: 2009 (Kjell Carlström)
- Campionati italiani: 1

In linea: 2005 (Enrico Gasparotto)
- Campionati polacchi: 2

Cronometro: 2012, 2013 (Maciej Bodnar)
- Campionati slovacchi: 4

In linea: 2011, 2012, 2013, 2014 (Peter Sagan)
- Campionati svedesi: 1

In linea: 2007 (Magnus Bäckstedt)
- Campionati statunitensi: 1

In linea: 2012 (Timothy Duggan)